# Luís III de Hesse-Darmstadt
Luís III de Hesse-Darmstadt (em alemão: Ludwig III. von Hessen und bei Rhein; Darmstadt, 9 de junho de 1806 — Seeheim-Jugenheim, 13 de junho de 1877), Grão-Duque de Hesse e do Reno, foi o filho mais velho de Luís II, Grão-Duque de Hesse e de sua consorte, a princesa Guilhermina de Baden.
Em 26 de dezembro de 1833, em Munique, ele desposou a princesa Matilde Carolina da Baviera, a filha mais velha de Luís I da Baviera. O casamento não gerou filhos, e o grão-duque, em 1868, casou-se com a baronesa Magdalena de Hochstadten.

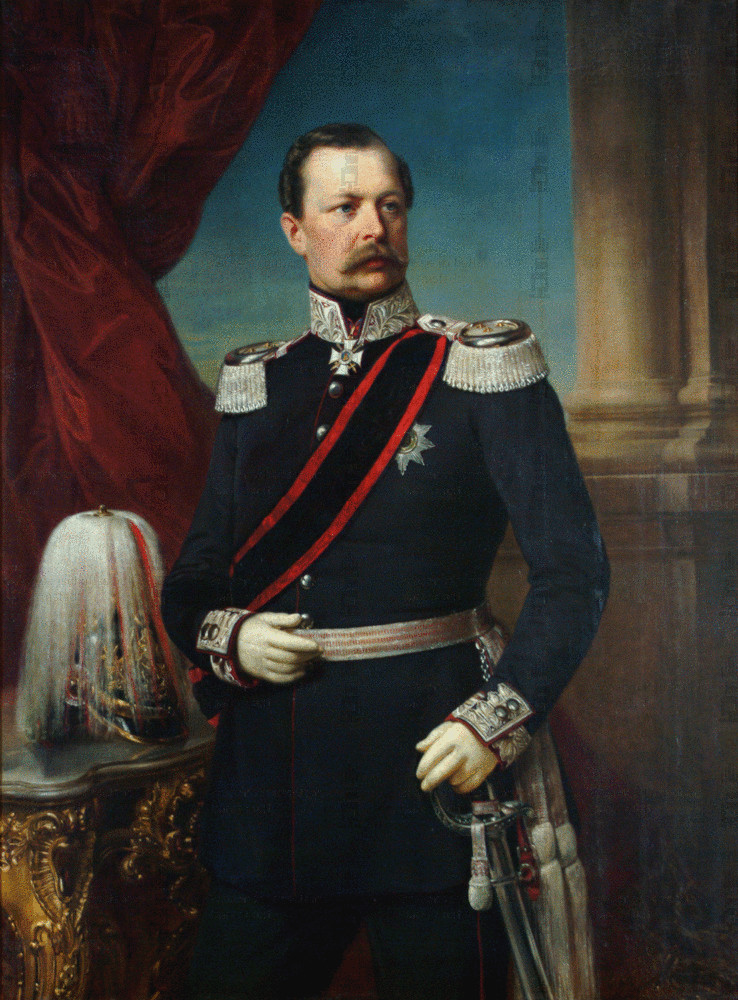
Luís III, Grão-Duque de Hesse
Joseph Hartmann, 1857